# Framtid i Jokkmokks kommun
Framtid i Jokkmokks kommun (FJK) är ett lokalt politiskt parti i Jokkmokks kommun, bildat år 2010.
Partiet ingick i kommunens styre tillsammans med Socialdemokraterna under mandatperioden 2010–2014. Sedan 2022 bildar partiet majoritet i kommunen tillsammans med Miljöpartiet, Vänsterpartiet och Samernas Väl. Roland Boman från Framtid i Jokkmokks kommun är kommunalråd.

## Valresultat
| År   | Röster | Procent | Mandat |
| ---- | ------ | ------- | ------ |
| 2010 | 310    | 9,11 %  | 3 / 31 |
| 2014 | 473    | 14,37 % | 5 / 31 |
| 2018 | 587    | 17,78 % | 5 / 25 |
| 2022 | 582    | 19,3 %  | 4 / 23 |